# 中国印刷技术协会
中国印刷技术协会是中华人民共和国印刷工作者组成的群众性学术团体，是中国科学技术协会主管的社会团体，1980年3月成立。

## 外部連結
- 中國印刷行業網（页面存档备份，存于）